# Coccoloba zebra
Coccoloba zebra là một loài thực vật có hoa trong họ Rau răm. Loài này được Griseb. mô tả khoa học đầu tiên năm 1859.